# Динтем-Вамья
Динтем-Вамья — деревня в Увинском районе Удмуртии, входит в Мушковайское сельское поселение. Находится в 28 км к востоку от посёлка Ува и в 37 км к западу от Ижевска.